# Stausee Wasserfallboden
Stausee Wasserfallboden är ett vattenmagasin i Österrike. Det ligger i förbundslandet Salzburg, i den centrala delen av landet. Stausee Wasserfallboden ligger 1 612 meter över havet. Arean är 1,3 kvadratkilometer. Det ligger norr om vattenmagasinet Stausee Mooserboden. Vattenmagasinet sträcker sig 2,4 kilometer i nord-sydlig riktning, och 0,9 kilometer i öst-västlig riktning.